# Jonathan Hall (cyclisme)
Pour les articles homonymes, voir Jonathan Hall et Hall.
Jonathan Hall né le 8 octobre 1972 à Wollongong, est un duathlète et coureur cycliste australien. En duathlon, il a notamment été champion du monde en 1997 et vice-champion du monde en 2003. En cyclisme, il a remporté le championnat d'Australie sur route en 1997 et du contre-la-montre en 1999.

## Palmarès en cyclisme
- 1994
  - 2e du championnat d'Australie du contre-la-montre
- 1995
  -  Champion d'Océanie du contre-la-montre
  - 3e du championnat d'Australie du contre-la-montre
- 1997
  -  Champion d'Australie sur route
  - 5e, 11e et 14e étapes de la Commonwealth Bank Classic
  -  Médaillé d'argent du championnat d'Océanie du contre-la-montre
  - 8e du championnat du monde du contre-la-montre
- 1998
  - 2e de la Clásica Memorial Txuma
  - 2e de la Subida a Gorla
- 1999
  -  Champion d'Océanie du contre-la-montre
  -  Champion d'Australie du contre-la-montre
  - 3e de la Commonwealth Bank Classic

## Palmarès en duathlon
Le tableau présente les résultats les plus significatifs (podium) obtenus sur le circuit national et international de duathlon depuis 1995.
| Année | Compétition                          | Pays             | Position          | Temps           |
| ----- | ------------------------------------ | ---------------- | ----------------- | --------------- |
| 2003  | Championnats du monde de duathlon    | Suisse           | Médaille d'argent | 1 h 55 min 4 s  |
| 2002  | Powerman Tennessee                   | États-Unis       | Médaille d'argent | Timing          |
| 1997  | Championnats du monde de duathlon    | Espagne          | Médaille d'or     | 1 h 48 min 15 s |
| 1997  | Powerman Pays-Bas                    | Pays-Bas         | Médaille d'or     | Timing          |
| 1997  | Powerman Royaume-Uni                 | Royaume-Uni      | Médaille d'or     | Timing          |
| 1996  | Powerman Nouvelle-Zélande            | Nouvelle-Zélande | Médaille d'or     | Timing          |
| 1996  | Powerman Australie                   | Australie        | Médaille d'argent | Timing          |
| 1995  | Championnats d'Australie de duathlon | Australie        | Médaille d'or     | Timing          |
| 1995  | Powerman Australie                   | Australie        | Médaille d'or     | Timing          |